# Flintstonowie: Niech żyje Rock Vegas!
Flintstonowie: Niech żyje Rock Vegas! (tytuł oryg. The Flintstones in Viva Rock Vegas) – film familijny, prequel filmu Flintstonowie z 1994 roku, wyprodukowany w 2000 roku przez Amblin Entertainment i Universal Pictures.

## Fabuła
Film opowiada o młodości jaskiniowców – Freda i Barneya. Fred Flintstone i Barney Rubble ukończyli Akademię Bronto Crane i dostają pierwszą pracę zapewnioną w kamieniołomach. Do miasteczka Bedrock przybywa córka bogatego pułkownika – Wilma Slaghoople, która rozpacza z powodu planowanego ślubu z Chipem Rockerfellerem. W tej sytuacji jedynym wyjściem jest ucieczka z domu. Trafia do Bedrock, gdzie poznaje Betty O'Shale, która szybko się z nią zaprzyjaźnia. Niedługo później poznaje również Freda i udaje się z nim na romantyczną wycieczkę do Rock Vegas. Wkrótce pojawia się Chip Rockerfeller, który chce pozbyć się rywali i odzyskać Wilmę, a wraz z nią majątek jej rodziny.

## Obsada
- Mark Addy – Fred Flintstone
- Stephen Baldwin – Barney Rubble
- Kristen Johnston – Wilma Slaghoople
- Jane Krakowski – Betty O'Shale
- Alan Cumming –
  - Gazoo,
  - Mick Jagged
- Joan Collins – Pearl Slaghoople
- Thomas Gibson – Chip Rockerfeller
- Harvey Korman – pułkownik Slaghoople
- Alex Meneses – Roxie
- Tony Longo – Wielki Rocko
- Danny Woodburn – Mały Rocko
- Taylor Negron –
  - Gazaam,
  - Gazing
- Jim Doughan – człowiek przyznający się do trucia wody dla dinozaurów